# Золота доба Іспанії

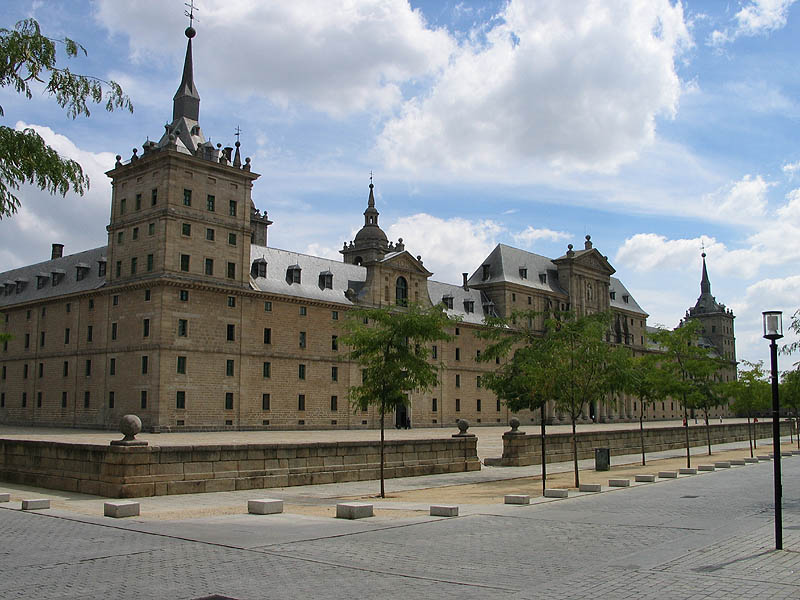
Резиденція іспанських Габсбургів — монастир Ескоріал

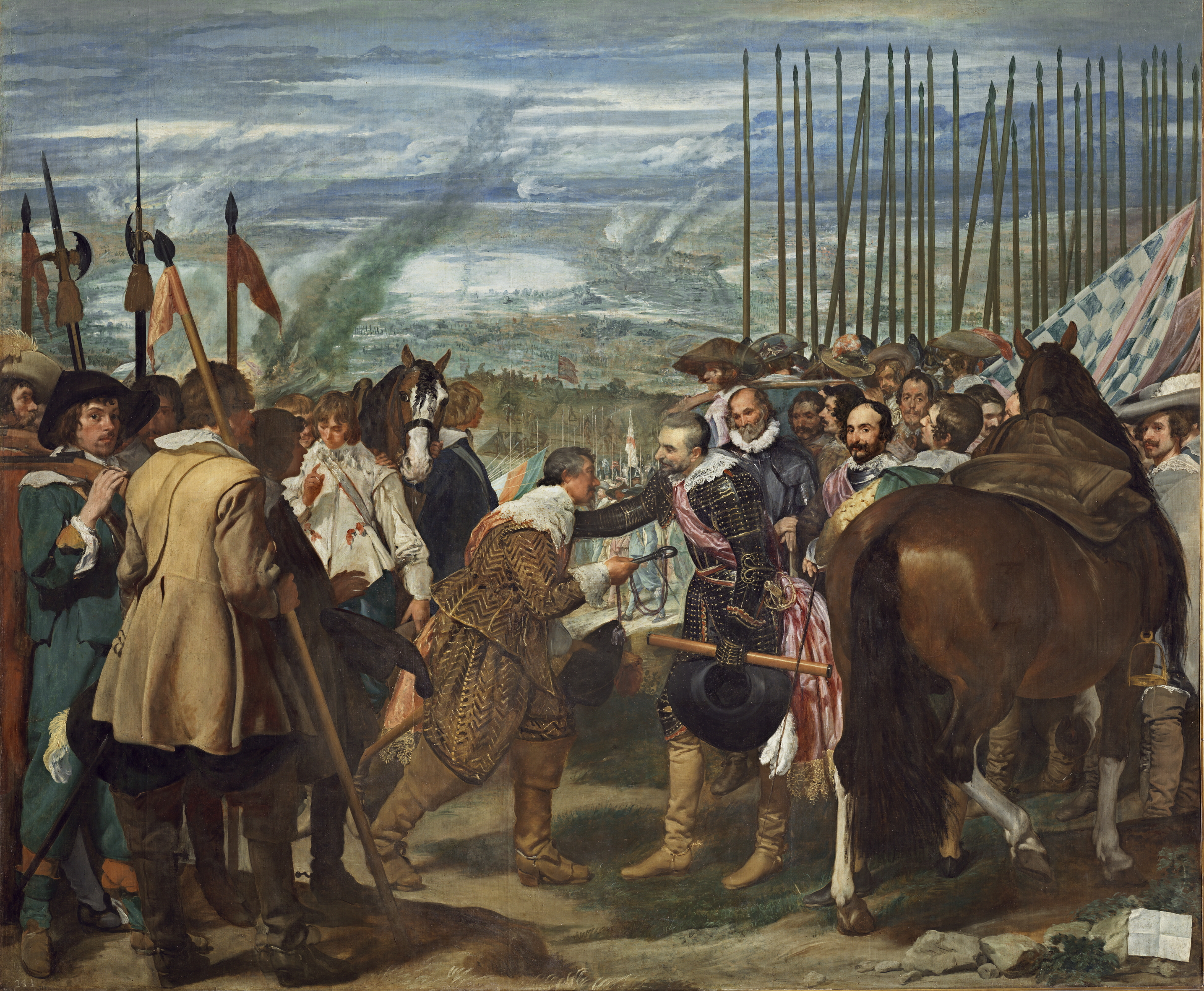
Дієго Веласкес. «Здача Бреди» (1635),
Прадо

Золота доба Іспанії (ісп. Siglo de Oro ісп. вимова: [ˈsiɣlo ðe ˈoɾo]) — видатний культурний підйом в історії Іспанії, який припав на XVI і на першу половину XVII століття.
Іспанська держава утворилася наприкінці XV століття шляхом династичного шлюбу «католицьких величностей» Кастилії і Арагону. У Добу великих географічних відкриттів складається колоніальна імперія Іспанських Габсбургів, над якою, за відомою приказкою того часу, ніколи не заходило сонце. Одночасно Іспанії вдалося зміцнити свої позиції в Європі. Іспанська і португальська корона з'єдналися в династичній унії, до складу Іспанії увійшли найбагатші землі Європи — Бургундські Нідерланди, експансія в Італії призвела до іспанізації Меццоджорно.
Політико-економічний підйом призвів до того, що в період Контрреформації Іспанія опинилася в ролі культурного флагмана всієї католицької Європи, залишивши після себе цілий ряд видатних культурних звершень:
- Саламанкська школа сформулювала теорії паритету купівельної спроможності та вільного ринку; Франсиско де Віторія заклав основи міжнародного права;
- романи «Дон Кіхот» і «Ласарільо з Тормеса», формування жанру шахрайського роману, драматургія Лопе де Вега і Кальдерона;
- формування самобутньої музичної школи на чолі з Томасом Луїсом де Вікторією і оригінальної музичної науки (Хуан Бермудо, Франсиско де Салінас);
- будівництво Ескоріалу і нечуване піднесення іспанського живопису (Ель Греко, Веласкес, Мурільо, Сурбаран).

Хронологічні межі Золотої доби в політичному й культурному сенсах не збігаються: Іспанія мала статус великої держави з моменту відкриття Колумбом Америки та до Піренейського миру 1659 року, а золоте століття іспанської культури обчислюється з публікації роману «Ласарільо з Тормеса» (1554) до смерті останнього з класичних іспанських письменників, Кальдерона, в 1681 році. Єдиної думки про часові рамки періоду в історіографії не сформувалося.